# Луна ноября
«Луна ноября» (нем. Novembermond) — драма 1984 года режиссёра Александры фон Гроте. История любви двух женщин, разворачивающаяся в годы Второй мировой войны на территории Франции. Являясь одной из лучших кинодрам на лесбийскую тематику, фильм воссоздаёт характерную картину жизни лесбиянок во время войны. Александре фон Гроте удалось показать глубокие чувства главных героинь с мастерской деликатностью и реализмом.

## Сюжет
Действие фильма начинается в Берлине, в 1939 году. Еврейка Ноябрина, дочь известного художника-карикатуриста на политические темы, который недавно скончался, решает уехать в Париж. Там она находит работу в бистро, у старой знакомой своего отца, Шанталь. В бистро Ноябрина знакомится с Лораном, молодым человеком только вернувшемся из Испании, где он воевал. Лоран влюбляется в Ноябрину, но без взаимности. В это же время происходит встреча Ноябрины с Фериаль, которая оказывается сестрой Лорана. Между девушками сразу возникает большая симпатия. Романтические отношения в скором времени перерастают и в физическую близость.
С началом войны семья Фериаль вместе с Ноябриной отправляется из Парижа к родственникам на юг Франции. Лоран сбежал из армии, но сестра уговаривает его вернуться назад. После капитуляции французского правительства Фериаль с матерью возвращаются в Париж. Ноябрина же вынуждена остаться на юге, так как в Париже она будет арестована гестапо.
Старый знакомый Фериаль, Марсель, зовёт её работать в пронемецкую газету, но та с возмущением отказывается. Лоран попадает в плен, но ему удаётся бежать и он пробирается на юг, чтобы присоединиться к движению Сопротивления. Ноябрину хватает полиция и отдаёт в руки гестапо. Оттуда она попадает в публичный дом. Ей удаётся бежать и с большими трудностями она добирается в Париж, к Фериаль. Фериаль с матерью прячут её в своей квартире, хотя это грозит им смертельной опасностью. Для того чтобы не вызывать лишних подозрений, Фериаль соглашается на предложение Марселя работать на немцев.
Все долгие годы оккупации Ноябрина прячется у Фериаль. В один из годов умирает мать Фериаль. После ухода немцев Ноябрина, наконец, обретает свободу. Однако на Фериаль нападает толпа разгневанных парижан, считая её пособником оккупационного режима. Ноябрина вместе с вернувшимся с войны Лораном вырывают её из рук толпы.

## Актёрский состав
| В ролях            |  | Персонаж            |
| ------------------ |  | ------------------- |
| Габриэла Осбург    |  | Ноябрина Мессинг    |
| Кристиана Милле    |  | Фериаль             |
| Стефан Гарсен      |  | Лоран, брат Фериаль |
| Бруно Прадаль      |  | Марсель             |
| Луиза Мартини      |  | Шанталь             |
| Герхард Ольшевский |  | Жан, муж Шанталь    |
| Дениз Булле        |  | Марта               |

| В ролях         |  | Персонаж     |
| --------------- |  | ------------ |
| Мария Красна    |  | красотка     |
| Ивон Прадель    |  | Робер        |
| Робер Флоран    |  | Мишель       |
| Фридхельм Леман |  | шеф Гестапо  |
| Вернар Штокер   |  | Хоффман      |
| Ив Янсен        |  | Кампманн     |
| Даниэль Делорм  |  | мать Фериаль |

## Награды
Фильм получил следующие награды:
| Награды                 | Награды | Награды         | Награды   | Награды         |
| ----------------------- | ------- | --------------- | --------- | --------------- |
| Фестиваль / Премия      | Год     | Награда         | Категория | Победитель      |
| Frameline Film Festival | 1985    | Frameline-Award |           | Ноябрьская Луна |